# Graffenrieda bella
Graffenrieda bella är en tvåhjärtbladig växtart som beskrevs av Frank Almeda. Graffenrieda bella ingår i släktet Graffenrieda och familjen Melastomataceae. IUCN kategoriserar arten globalt som nära hotad.
Artens utbredningsområde är Panamá. Inga underarter finns listade i Catalogue of Life.